# Степановский сельсовет (Лунинский район)
Степановский сельсовет — сельское поселение в Лунинском районе Пензенской области Российской Федерации.
Административный центр — село Старая Степановка.

## История
Статус и границы сельского поселения установлены Законом Пензенской области от 2 ноября 2004 года № 690-ЗПО «О границах муниципальных образований Пензенской области».

## Население
| 2002 | 2010 | 2012 | 2013 | 2014 | 2015 | 2016 |
| ---- | ---- | ---- | ---- | ---- | ---- | ---- |
| 616  | ↘517 | ↗987 | ↘971 | ↘916 | ↘887 | ↘865 |
| 2017 | 2018 | 2021 |      |      |      |      |
| ↘856 | ↘835 | ↘643 |      |      |      |      |

## Состав сельского поселения
| № | Населённый пункт  | Тип населённого пункта       | Население |
| - | ----------------- | ---------------------------- | --------- |
| 1 | Михайловка        | село                         | ↘299      |
| 2 | Новая Степановка  | село                         | ↘68       |
| 3 | Старая Степановка | село, административный центр | ↘394      |
| 4 | Тепловка          | село                         | ↘55       |
| 5 | Чирково           | село                         | ↘192      |
| 6 | Юдино             | село                         | ↘1        |